# Польские легенды (серия фильмов)
Легенды польские (пол. Legendy polskie) — серия короткометражных фильмов в жанре научной фантастики и фэнтези, снятые при сотрудничестве польского интернет-аукциона Allegro и студии компьютерной графики Platige Image. Короткометражки режиссированы польским аниматором Томашем Багиньским. Тематикой серий является футуристическая интерпретация польских народных преданий и легенд.

## Литературная основа
Основой для сценария стали сочинение «Интервью с Борутой» авторства Лукаша Орбитовского и Михала Цетнаровского и сборник Legendy polskie, где каждая история написана отдельным автором. За рассказ «Интервью с Борутой» его авторы в 2016 году получили литературную премию в области фантастики имени Януша Зайделя.

## В ролях
- Томаш Драбек[пол.]) / Tomasz Drabek — старший дьявол Борута, начальник польского ада (отсылка к средневековому дьяволу Боруте)
- Пётр Махалица / Piotr Machalica — дьявол Рокита (отсылка к средневековому дьяволу Роките[пол.])
- Александра Каспшик / Aleksandra Kasprzyk — дьяволица Люцинка
- Александра Палеолог / Aleksandra Poleolog — Марыся, послушница дьяволов
- Томаш Влосок[пол.] / Tomasz Włosok — Янек Шевчик, робототехник
- Ванесса Александер / Vanessa Aleksander — Оля
- Ким Колд[англ.] / Kim Kold — Адольф Камчатков по прозвищу Smok (с пол. Дракон)
- Малгожата Миколайчак / Małgorzata Mikołajczak — Ласка, человекоподобный андроид
- Роберт Венцкевич / Robert Więckiewicz — Ян Твардовский, польский миллиардер
- Павел Домагала[пол.] / Pawel Domagala — Богусь Колодзей, полицейский (фамилия героя — это отсылка к легендам раннего Средневековья о Пясте Колодзее)
- Олаф Любашенко / Olaf Lubaszenko — Евгениуш Бардаха, отставной комиссар полиции, дядя Богуся Колодзея
- Михалина Ольшаньская / Michalina Olszańska — Жепиха (имя героини — это отсылка к Жепихе, жене Пяста Колодзея), сотрудница организации «Железная гора»
- Юлианна Пиотровская (голос) / Julianna Piotrowska — Василиск, мифическое змееподобное существо с головой петуха, взглядом способное обращать людей в камень
- Катажина Поспех / Katarzyna Pośpiech — Яга, лесная колдунья (имя героини — это отсылка к мифической Бабе Яге, однако, внешним видом она не напоминает уродливую старуху из славянской мифологии)
- Михал Ярошевич (голос) / Michal Jaroszewicz — Перун, верховный бог в славянском язычестве

## Эпизоды
По состоянию на 2019 год вышло пять эпизодов. Начиная с третьего, авторы проекта стали размещать сцены после титров.
| № | Название                              | Содержание | Основа легенды | Дата выхода      |
| - | ------------------------------------- | --- | --- | ---------------- |
| 1 | Smok Дракон                           | 2037 год. Город Краков и его жители находятся в опасности. Городу угрожает Дракон, который, однако, не похож на легендарного монстра. Это татуированный и крепко сложенный Адольф Камчатков и его летательная машина. Он большой любитель красивых девушек, которых похищает и удерживает на одной из пригородных вилл. Одной из похищенных оказывается девушка Оля, в которую влюблён молодой гений и конструктор роботов Янек. Власти города беспомощны, никто не знает как остановить Дракона. Как и в легенде о Вавельском драконе, молодому человеку пришла на ум идея, как победить противника. К счастью, в нынешнюю эпоху у него есть современные технологии.                                                         | Отсылка к Вавельскому дракону. История основана на произведении «Молчание овцы» (пол. Milczenie owcy) Роберта М.Вегнера                                                      | 30 ноября 2015   |
| 2 | Twardowsky Твардовский                | Миллиардер, филантроп и спортсмен Ян Твардовский публичная фигура в Польше, но вот почти год ничего не известно о его местонахождении. Он сидит один как перст на космической станции на Луне. Таковы последствия его договора с дьяволом. Когда позже появляется дьяволица Люцинка, он просит немного времени, чтобы иметь возможность побывать ещё раз на Земле. Понимая, что все уговоры напрасны, он сбегает от дьяволицы на её же корабле, хотя понимает, что это ненадолго, и в конце концов придёт время заплатить согласованную цену. | Отсылка к легендам о средневековом пане Твардовском, продавшем свою душу дьяволу. Эпизод является сиквелом рассказа «Обычный гигант» (пол. Zwycajny gigant ) Якуба Малецкого | 15 декабря 2015  |
| 3 | Twardowsky 2.0 Твардовский 2.0        | После побега с Луны на космическом корабле, угнанном у Люцинки, Твардовский отправляется к границам солнечной системы, но вот незадача: во время пролёта у колец Сатурна у него заканчивается топливо. Однако Борута и его посланница не дадут Твардовскому просто так уйти. Новейшие технологии против отчаянного поляка. Победитель может быть только один. Сцена после титров: Рокита звонит системному администратору компьютерной сети польского ада и интересуется, восстановил ли тот реестр душ, взломанный Твардовским. На мониторе видна информация об открытых камерах тюрьмы польского ада, из которой становится понятно, что сбежали Василиск и Яга. Рокита собирается спуститься в тюрьму и сам всё проверить. | | 16 сентября 2016 |
| 4 | Operacja Bazyliszek Операция Василиск | От моря на севере до гор Татр на юге разверзлись врата польского ада, и на земной поверхности появляются персонажи древних легенд. В это время двое мужчин: полицейский Богусь и его дядя отставной полицейский Евгениуш проводят отдых на рыбалке и наблюдают молнии без грозы. В новостях говорят о сильных кратковременных бурях, как атмосферных аномалиях по всей стране. Им двоим придётся столкнуться с мифическим василиском, способным превращать людей в камень. Сцена после титров: Рокита со свитой осматривает разрушенные камеры адской тюрьмы, ему докладывают, что видели людей. Рокита звонит Боруте и призывает его самого спуститься и посмотреть.                                                         | Эпизод снят по мотивам рассказа «Посмотри мне в глаза» (пол. Spojrz mi w oczy) Эльжбеты Херезиньской                                                                         | 9 ноября 2016    |
| 5 | Jaga Яга                              | Хакерская диверсия Твардовского с компьютерной сетью польского ада начинает приносить свои плоды. На этот раз в виде появления таинственной девушки с венком из полевых трав. Это сбежала колдунья Яга после многолетнего заточения. Индустриальный XXI-ый век её не радует, и она поселяется в музее деревни в Радоме. Рокита отправляет на её поимку отряд специального назначения из организации «Железная гора». Сцена после титров: Твардовский на космическом коробле летит дальше от Земли и вспоминает слова песни, что слушал на лунной станции: “…и когда за мной придёт часовщик, что чинит свет, чтобы замутить в голове моей безоблачную голубизну, я буду светел и готов ко всему…”.                            | | 9 декабря 2016   |

## Музыкальные клипы
23 сентября 2016 года на YouTube-канеле Allegro вышел первый музыкальный клип с героями мини-сериала Legendy polskie. В последующем вышли ещё пять клипов. В них авторы проекта показывают моменты из жизни героев. Музыкальной составляющей клипов  стали композиции, звучащие в эпизодах мини-сериала.
| № | Название                                            | Дата премьеры     |
| --- | --------------------------------------------------- | ----------------- |
| 1 | «'Aleja Gwiazd» «Аллея звёзд'»                      | сентябрь 23, 2016 |
| Песня звучит в эпизоде «Твардовский 2.0». В клипе рассказывается история становления Люцинки как дьяволицы. Исполнитель: Матеуш Шмидт и Анна Карван Автор слов: Марек Дуткевич Автор музыки: Ромуальд Липко |                                                     |                   |
| 2 | «Mój Jest Ten Kawałek Podłogi» «Это мой кусок пола» | ноябрь 16, 2016   |
| Песня звучит в эпизоде «Василиск». В клипе показывается история становления Евгениуша Бардахи как полицейского: его желание служить в органах правопорядка возникло ещё в детстве на фоне издевательств со стороны старшеклассников и под впечатлением комиксов о капитане Жбике из Гражданской милиции. Исполнитель: Матеуш Шмидт и Анджей Донарский Автор слов: Вальдемар Миштшор Автор музыки: Яцек Папроцкий |                                                     |                   |
| 3 | «Jaskółka Uwięziona» «Ласточка в ловушке»           | декабрь 16, 2016  |
| Песня звучит в эпизоде «Яга». Яга сидит связанной в помещении, где её избивают и показывают теледемонстрацию экологических бедствий: лесных пожаров, загрязнений водоёмов, мусорных полигонов. За издевательствами по монитору наблюдает Борута. Исполнитель: Атанас Валков и Георгина Тарасюк Автор слов: Казимир Шемиотх Автор музыки: Януш Кэмпски                                                            |                                                     |                   |
| 4 | «Cichosza»                                          | июнь 6, 2017      |
| Песня звучит в эпизоде «Дракон». В клипе показывают момент заключения договора покупки души Борутой у состоятельного пана. Жепиха выслеживает курьеров дьявола с целью выкрасть кейс с договором. Исполнитель: Марцин Мацук и Кшиштоф Залевский Автор слов: Михал Заблоцкий Автор музыки: Гжегош Турнау |                                                     |                   |
| 5 | «Jezu Jak Się Cięsze»                               | июль 11, 2017     |
| Песня звучит в эпизоде «Твардовский 2.0». Марыся и Рокита сидят на праздновании 333-летия Марыси. Но помимо них в этом же зале проходит день рождения одной избалованной девочки. Исполнитель: Атанас Валков и Радослав Скубайя Автор слов: Лех Янерка Автор музыки: Лех Янерка |                                                     |                   |
| 6 | «'Kocham Wolność» «Я люблю свободу'»                | август 8, 2017    |
| Песня звучит в эпизоде «Яга». В клипе показывают обыденные моменты времяпрепровождения дьяволов: Борута загружает Рокиту бумажной работой, Марыся по книгам обучается левитации, Рокита ухаживает за оружием и отрабатывает приёмы в фехтовании. Исполнитель: Матеуш Шмидт и Дамьян Укейе Автор слов: Богдан Лишкевич Автор музыки: Богдан Лишкевич                                                              |                                                     |                   |

## Отзывы
Короткометражки, выложенные на YouTube-канале Allegro, вызвали положительные отзывы у интернет-аудитории. В течение нескольких недель количество просмотров первых двух эпизодов (Дракон и Твардовский) достигло 6 млн., на 21 мая 2018 года число просмотров всех пяти эпизодов на том же канале достигло 54 миллионов.

## Полнометражный фильм
Рост интереса и призыв поклонников подтолкнули создателей к съёмкам полнометражного фильма, о чём и было объявлено в мае 2018 года на фан-фестивале польской фантастики Pyrkon в Познани. К проекту привлечены сотрудники Allegro, Platige Image и NEXT FILM. Премьера полнометражного фильма с рабочим названием Твардовский 3.14 запланирована на экранах кинотеатров в конце 2019 года. В сюжете повествуется о судьбе Твардовского, сбежавшего от Боруты на Луну. Томаш Багиньский стал режиссёром фильма.